# Nhân Dân nhật báo
Nhân Dân nhật báo (tiếng Hoa: 人民日报; bính âm: Rénmín Rìbào; tiếng Anh: People's Daily) là một tờ báo ra hàng ngày ở Cộng hòa Nhân dân Trung Hoa. Nhân Dân nhật báo là một cơ quan của Ban chấp hành Trung ương Đảng Cộng sản Trung Quốc, được xuất bản trên toàn thế giới với số lượng từ 3 đến 4 triệu bản. Ngoài phiên bản chính là tiếng Trung Quốc, báo này còn có phiên bản tiếng Anh, tiếng Nhật, tiếng Pháp, tiếng Tây Ban Nha, tiếng Nga và tiếng Ả Rập. Tương tự như báo Pravda của Liên Xô và báo Nhân dân của Việt Nam, tờ báo này cung cấp thông tin trực tiếp về các chính sách và quan điểm của Đảng Cộng sản Trung Quốc. Nhân Dân nhật báo có phiên bản điện tử trên mạng Internet là Nhân Dân võng (人民网).
Hiện nay, Nhân Dân nhật báo này đang xuất bản 21 ấn phẩm, trong đó có 11 nhật báo và 10 tạp chí. Biên chế của báo, chỉ riêng phóng viên, biên tập viên đã hơn 1.000 người; có hơn 70 văn phòng thường trú ở trong và ngoài nước...

## Lịch sử
Nhân Dân nhật báo ra đời ngày 15 tháng 6 năm 1948 với số đầu tiên được xuất bản tại Bình Sơn, Thạch Gia Trang, tỉnh Hà Bắc. Tháng 3 năm 1949, báo chuyển trụ sở về Bắc Kinh. Từ khi thành lập, Nhân Dân nhật báo đã được đặt dưới sự điều hành trực tiếp của cấp lãnh đạo cao nhất trong Đảng Cộng sản. Trong các giai đoạn 1948-1958 và 1958-1966, tổng biên tập của báo là Đặng Thác và Ngô Lãnh Tây, nhưng thực chất tờ báo nằm dưới sự kiểm soát của Hồ Kiều Mộc, tức thư ký riêng cho Mao Trạch Đông.
Trong cuộc Cách mạng văn hóa, Nhân Dân nhật báo là một trong số ít các nguồn để người Trung Quốc và người nước ngoài khai thác thông tin về những hoạt động của chính phủ Trung Quốc. Trong giai đoạn này, một bài xã luận trên báo được xem là một tuyên ngôn chính thức về đường lối của nhà nước để toàn quốc từ đó mà học tập.
Thường thì người đọc đón nhận các bài báo trong Nhân Dân nhật báo vì quan tâm đến sự sắp đặt vị trí chức vụ hơn là vì nội dung. Nếu có một lượng lớn bài viết riêng về một chính khách hay ý tưởng nào đó thì đây thường là dấu hiệu rằng quan chức đó đang thăng tiến.
Người Trung Quốc cũng như các nhà quan sát nước ngoài xem các bài xã luận trong Nhân Dân nhật báo là các tuyên bố chính thức về đường lối của nhà nước Trung Quốc. Tuy nhiên, có một sự phân biệt giữa xã luận, bình luận và ý kiến. Mặc dù chúng đều phải được nhà nước thông qua nhưng hàm lượng biểu thị quyền lực nhà nước trong đó khác nhau rất rõ. Ví dụ, mặc dù một mẩu ý kiến không hàm chứa cách nhìn đối nghịch với nhà nước nhưng nó có thể thể hiện một quan điểm hoặc một vấn đề tranh cãi đang được cân nhắc và có thể chỉ phản ánh ý kiến của người viết. Ngược lại, một bài xã luận chính thức, thường không thường xuyên lên báo, hàm nghĩa rằng nhà nước đã đạt đến quyết định cuối cùng cho một vấn đề nào đó.
Trong thời gian diễn ra sự kiện Thiên An Môn, việc Nhân Dân nhật báo đăng bài xã luận 26 tháng 4 với nội dung quy tội "biểu tình và tuần hành trái pháp luật" cho người biểu tình đã đánh một dấu mốc quan trọng trong lịch sử ngành báo chí. Bài xã luận này gây gia tăng căng thẳng giữa chính phủ và người biểu tình, và các nhà lãnh đạo Đảng Cộng sản đã tranh cãi xem liệu có nên sửa lại bài viết này hay không.
Từ giữa thập niên 1990, Nhân Dân nhật báo phải đối diện với khó khăn do chính phủ cắt giảm tiền hỗ trợ và sự gia tăng cạnh tranh từ các hãng tin quốc tế cũng như báo khổ nhỏ Trung Quốc. Như một phần của nỗ lực hiện đại hoá, Nhân Dân nhật báo ra ấn bản điện tử năm 1997 và các diễn đàn trên mạng, ví dụ mạng Cộng đồng Cường quốc (强国社区). Tình trạng phức tạp của Nhân Dân nhật báo thể hiện qua việc trang điện tử của báo này phải đặt các hình ảnh quảng cáo cho các sản phẩm thương mại như máy giặt, nước giải khát bên cạnh các biểu ngữ đề cao Đảng Cộng sản.
Cổng thông tin điện tử của Nhân Dân nhật báo có các phiên bản ngôn ngữ là tiếng Ả Rập, tiếng Pháp, tiếng Nga, tiếng Tây Ban Nha, tiếng Nhật và tiếng Anh. So với bản tiếng Hoa thì bản tiếng nước ngoài có ít bài bàn luận sâu sắc về các chính sách và công việc trong nội bộ quốc gia nhưng có nhiều xã luận về các chính sách đối ngoại của Trung Quốc, thường là để lý giải về những ý định tích cực của nước này. Ngoài ra, cổng thông tin này còn có chuyên trang tiếng Anh về Tây Tạng-một vấn đề đang gây tranh cãi lớn trên thế giới. Nhân Dân nhật báo cũng là cơ quan chịu trách nhiệm xuất bản một ấn phẩm mang nặng tính dân tộc chủ nghĩa là Thời báo Hoàn Cầu.